# النجوم (سيدي لعروسي)
النجوم هي إحدى مشيخات المملكة المغربية، تتبع جغرافيا لإقليم الصويرة وإداريًا لسيدي لعروسي. يقدر عدد سكانها بـ 6664 نسمة حسب الإحصاء الرسمي للسكان والسكنى لسنة 2004.